# Det de Beus
Det de Beus   (Utrecht, 18 de febrer de 1958 - Hoorn, 21 de juliol de 2013) fou una jugadora d'hoquei sobre herba neerlandesa que va competir durant les dècades de 1970 i 1980.
El 1984 va prendre part en els Jocs Olímpics d'Estiu de Los Angeles, on guanyà la medalla d'or en la competició d'hoquei sobre herba. Quatre anys més tard, als Jocs de Seül, guanyà la medalla de bronze en la mateixa prova. En el seu palmarès també destaquen dues medalles d'or i una de plata a la Copa del món d'hoquei sobre herba, una d'or al Champions Trophy i dues d'or al Campionat d'Europa. Durant la seva carrera disputà 105 partits amb la selecció neerlandesa. A nivell de clubs jugà sempre a l'EHMC d'Eindhoven.
Morí de càncer el juliol de 2013.